# Monts des Ouled Naïl
Les monts des Ouled Naïl (arabe : جبال أولاد نايل) sont une chaîne montagneuse d'Algérie située dans le centre du pays et constituant une partie de l'Atlas saharien.

## Toponymie
Les monts des Ouled Naïl doivent leur nom à la confédération tribale des Ouled Naïl qui habitent le massif.

## Géographie

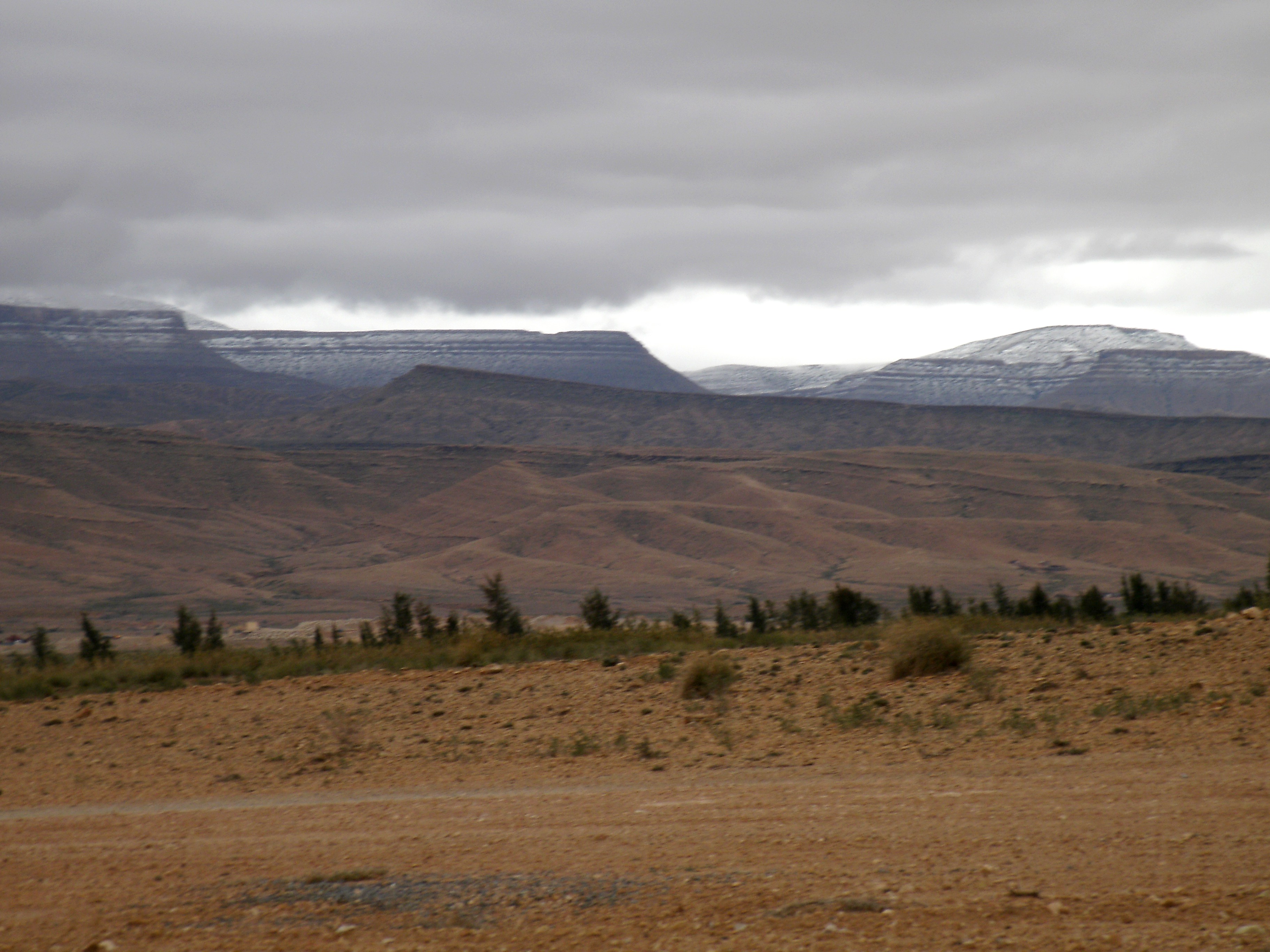
Djebel Selat près de Boussaada en hiver.

Les monts des Ouled Naïl font partie de l’Atlas saharien qui s’abaisse progressivement de l’ouest vers l’est : plus de 2 000 m dans les monts des Ksour alors que le massif culmine 1 491 m au djebel el-Azreg.
Ils sont situés entre le djebel Amour à l’ouest et les monts du Zab à l’est, de Djelfa jusqu’à Messaad, et constituent un ensemble de chaînons et dépressions.

## Histoire
La présence humaine dans la région est attestée dès la Préhistoire ; on y trouve des vestiges émaillés d'écritures libyquo-berbères, des gravures rupestres et des monuments funéraires. Dans l'Antiquité, la région était peuplée par les Gétules, puis elle a connu la conquête romaine, les Romains y installèrent des postes militaires avancés tel le castellium de Demmedi à Messaad.
Lors de la conquête musulmane du Maghreb au VIIe siècle, la région était habitée par des Berbères zénètes : Sindjas, Ghomra et Laghouat qui se sont islamisés mais restés indépendants aux dynasties et empires qui se sont succédé. Au XIe siècle, des rameaux arabes Zoghba s'introduisent dans la région.
Au XVIIe siècle, un groupe de tribus nomades liées par la croyance d'une ascendance commune, celle d'un saint, Sidi Naïl, se mêle et fusionne avec les occupants de la montagne. Ils forment ainsi la vaste confédération des Ouled Naïl, qui n'est pas très homogène mais dont le territoire englobe ce massif et déborde sur les steppes et le piémont saharien.
À la période ottomane, les tribus Ouled Naïl Cheraga (ceux de l'Est) dépendaient de l'autorité du Beylik de Constantine alors que les Gheraba (ceux de l'Ouest) relevaient de celle du Titteri. Les premières incursions françaises dans la région datent de 1843, en 1861 la ville de Djelfa est créée. Pendant la guerre d'Algérie, la région devient un fief de l'ALN.

## Patrimoine

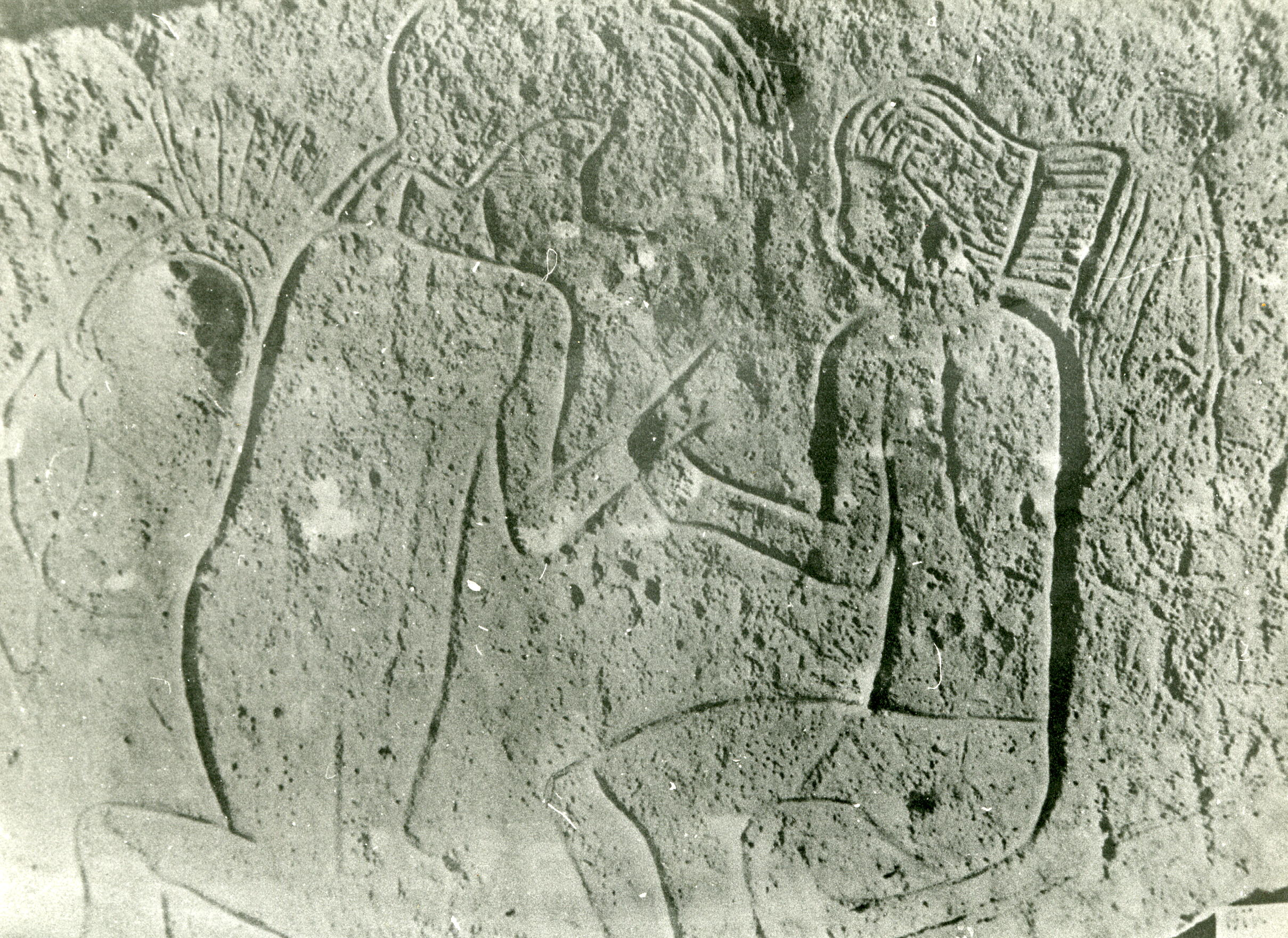
Gravure dite des amoureux timides à Aïn Naga

Les monts abritent quelques ksour notamment à Zaccar et Amourah qui attestent que la vie sédentaire et villageoise était plus développée à une époque.
De nombreuses stations rupestres sont présentes dans les monts des Ouled Naïl, qui sont un prolongement de ceux du djebel Amour et des monts des Ksour, les plus anciennes remontent à 8000 av. J.-C..
La région dispose également d'un patrimoine forestier rare dans les Hauts Plateaux.